# Koszary Taborów w Poznaniu
Koszary Taborów w Poznaniu – kompleks koszarowy znajdujący się na terenie garnizonu Poznań. 
Przed I wojną światową stacjonowały w nich pododdziały niemieckiego 5 dywizjonu taborów; w okresie II Rzeczypospolitej 7 pułk strzelców konnych, a po II wojnie światowej jednostki ludowego Wojska Polskiego.

## Charakterystyka
Poznań był (jest) dużym garnizonem wojskowym. Znajduje się w nim kilkanaście obiektów koszarowych. Jeden z nich to Koszary Taborów przy ulicy Taborowej 22, wzniesione przez Niemców w 1914 w celu zakwaterowania części pododdziałów 5 Dolnośląskiego batalionu taborowego.
Po odzyskaniu przez Polskę niepodległości, koszary przejęło Wojsko Polskie. Kompleks ten nie otrzymał polskiej nazwy i funkcjonował pod przetłumaczoną nazwą niemiecką – „Nowe Koszary Taborów”. Zajmowały go początkowo pododdziały 15 pułku ułanów i 7 dywizjonu taborów. W październiku 1921 ustąpiły miejsca przybywającym z Inowrocławia szwadronom 7 pułku strzelców konnych.
Gdy w 1924 zadecydowano o rozbudowie pułków strzelców konnych, 4 szwadron i szwadron ckm oraz pluton łączności nie miały możliwości zakwaterowania w macierzystych koszarach pułku. Po czasowym funkcjonowaniu w innych obiektach poznańskiego garnizonu, dopiero w maju 1925 powróciły do Koszar Taborów.

Jesienią 1937 szwadrony 7 pułku strzelców konnych rozpoczęły przeprowadzkę do Biedruska. 31 maja 1938 Koszary Taborów przejął gospodarczo 15 pułk ułanów. Zakwaterowany w nich został szwadron łączności Wielkopolskiej Brygady Kawalerii.
Po II wojnie światowej koszary nadal użytkowane były przez Wojsko Polskie. W 1949 ich pojemność szacowano na 250 ludzi, 120 koni, 22 samochody, 24 wozy, a planowano tam zakwaterować dywizjon artylerii. Ówczesny (1949) plan koszar wyszczególniał w ich północnej części: koszarowiec, budynek kuchni, stołówki i świetlicy, mieszkania kadry (3 rodziny oficerskie i 6 podoficerskich), ambulans weterynaryjny, wartownię, prowizoryczny garaż podziemny, szopę na opał, strzelnicę małokalibrową, stajnię możliwą do wykorzystania jako działownia lub garaż, krytą ujeżdżalnię/halę sportową, dwie stajnie, garaż z przybudówką, kuźnię i mocno zdewastowane garaże drewniane. Budynki w południowej części nie posiadały oryginalnego opisu. Były to najprawdopodobniej prowizoryczne stajnie lub garaże. 
Do dziś (2019) koszary przy ul. Taborowej 22 w Poznaniu zachowały się niemal w całości. Odpowiednio zmodyfikowane, są użytkowane przez Komendę Wojewódzką Policji w Poznaniu.
Nie istnieje tylko jeden budynek w północnej części kompleksu. Nie istnieją też prowizoryczne stajnie i garaże w południowej części powstałe w okresie wojny lub tuż po niej. Na ich terenie znajduje się stadion WKS „Grunwald”.